# UFC 206
UFC 206: Holloway vs. Pettis é um evento de artes marciais mistas promovido pelo Ultimate Fighting Championship (UFC) que foi realizado no dia 10 de dezembro de 2016, no Air Canada Centre, em Toronto, Ontário, Canadá.

## Contexto
A revanche valendo o Cinturão Meio Pesado do UFC entre o atual campeão, Daniel Cormier, e Anthony Johnson, foi originalmente esperada para ser a atração principal do evento. A dupla se enfrentou anteriormente em maio de 2015, no UFC 187, com Cormier ganhando a luta (e o cinturão vago) por finalização no terceiro round. No entanto, em 25 de novembro, Cormier foi retirado da luta devido a uma lesão, e a luta foi desfeita. Funcionários da promoção teriam tentado reservar Johnson contra o ex-Campeão Meio Pesado do Strikeforce, Gegard Mousasi, mas o americano optou pelo retorno de Cormier. Portanto, uma luta no peso-pena entre Max Holloway e o ex-Campeão Peso Leve do UFC, Anthony Pettis, foi definida como a atração principal. Outro componente adicionado à luta: ela passou a valer o Cinturão Peso Pena Interino do UFC, pelo status de um evento numerado. O atual campeão (e também campeão dos leves), Conor McGregor, vagou seu título e o ex-campeão/atual campeão interino, José Aldo, se tornou o campeão incontestável.
Recém-chegada na organização, Poliana Botelho era esperada para enfrentar neste evento a ex-desafiante ao Cinturão Peso Palha Feminino do UFC, Valérie Létourneau. Todavia, Botelho foi retirada da luta por motivos não divulgados, em 26 de outubro, e foi substituída pela também estreante, Viviane Pereira.
Ainda neste evento, o ex-desafiante ao Cinturão Peso Mosca do UFC, John Moraga, enfrentaria o ex-Campeão Peso Galo do Bellator, Zach Makovsky. Contudo, Moraga foi removido da luta citando lesões, no início de novembro, e foi substituído por Dustin Ortiz.
A luta no peso-médio entre Tim Kennedy e o ex-Campeão Meio-Pesado do UFC e estreante na divisão, Rashad Evans, foi originalmente reservada para o UFC 205. No entanto, Evans foi removido alguns dias antes da luta, após uma irregularidade não revelada ser encontrada no seu exame médico pré-luta. Subsequentemente, Kennedy também foi removido do card. A luta, mais tarde, foi remarcada para este evento. Posteriormente, Evans, mais uma vez, não conseguiu obter uma autorização médica para lutar no card e foi retirado da luta em 21 de novembro. Uma irregularidade em seu exame de IRM foi responsável por ambas as remoções, e ele deverá se submeter a uma triagem adicional com um neurologista para provar que está saudável o suficiente para lutar, antes de possivelmente voltar para o octógono em janeiro ou fevereiro, de acordo com o seu empresário. O vencedor do The Ultimate Fighter: Team Jones vs. Team Sonnen no peso-médio, Kelvin Gastelum, foi anunciado como seu substituto em 26 de novembro, enquanto aguardava a aprovação da Comissão devido à sua suspensão após o UFC 205. Sua liberação foi concedida 4 dias mais tarde.
Uma luta no peso-meio-médio entre Chad Laprise e Li Jingliang foi prevista para ocorrer no evento. Mas Laprise foi retirado da luta em 16 de novembro, citando uma lesão não revelada. Como resultado, Li foi retirado do card completamente, e será incluso em um evento futuro.
No momento da pesagem, Pettis ficou com 148 libras (67,1 kg), três libras acima do limite do peso-pena, de 145 lbs (65,8 kg), para uma luta pelo cinturão. Como resultado, no caso de Pettis vencer a luta contra Holloway, não será possível a obtenção do cinturão, enquanto Holloway ainda é capaz de tê-lo. Pettis foi multado em 20% de sua bolsa, que vai para Holloway, e a luta continuará como programada, em peso-casado. Pettis é o primeiro lutador a não bater o peso para uma luta pelo cinturão do UFC desde Travis Lutter, no UFC 67, em fevereiro de 2007. Rustam Khabilov e Valérie Létourneau também não atingiram o peso necessário para suas respectivas lutas. Ambos foram multados em 20%, que foram passados para seus adversários, Jason Saggo e Viviane Pereira, e suas lutas também irão acontecer em peso-casado.

## Card Oficial
Nota 1 Pelo Cinturão Peso Pena Interino do UFC (em caso de vitória de Holloway).

## Bônus da Noite
Os lutadores receberam $50.000 de bônus
- Luta da Noite:  Cub Swanson vs.  Doo Ho Choi
- Performance da Noite:  Max Holloway e  Lando Vannata